# Maskinparken

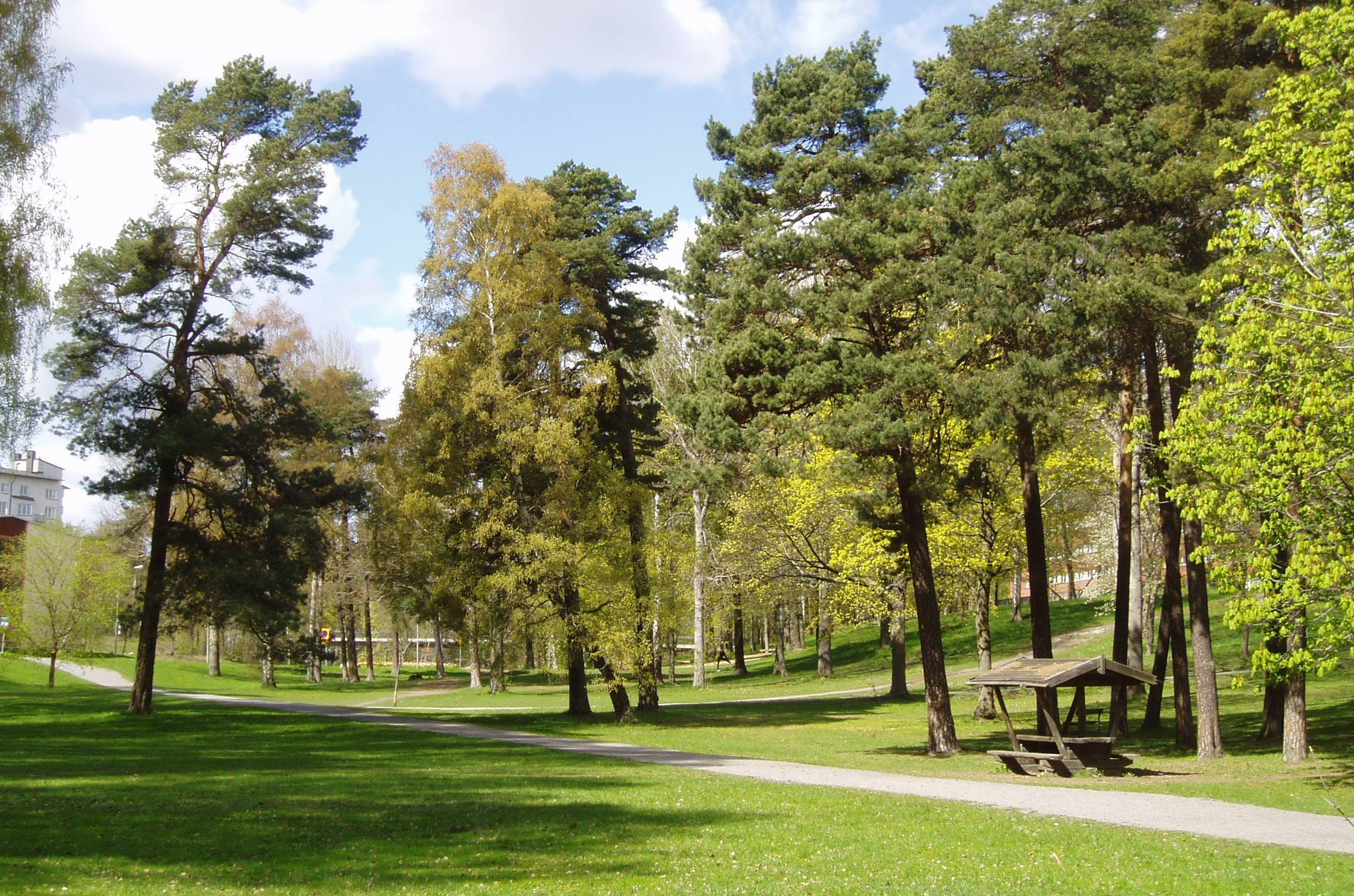
Maskinparken

Maskinparken är en park på Kungliga Tekniska högskolans campusområde på Norra Djurgården i Stockholm. Parken ligger mellan Drottning Kristinas väg i sydväst och Brinellvägen i nordost. Parken skiljer det nordligaste området av Campus Valhallavägen där Danshögskolan och institutionen för maskinteknik ligger, i folkmun kallat Brasilien, från resten av campus. Genom parken går en gångväg från Drottning Kristinas väg österut över Brinnellvägen och vidare bort till Uggleviksvägen vid Ugglevikskällan.